# Poynings’ Law
Poynings’ Law (Poynings’ Gesetz) geht zurück auf Sir Edward Poynings KG (1459–1521) und dessen Erklärung gegenüber dem irischen Parlament in Drogheda im Jahr 1494. In seiner Position als Lord Deputy (Stellvertreter des englischen Königs Heinrich VII. in Irland) versammelte Poynings am 1. Dezember das irische Parlament mit der Absicht, die Lordschaft Irland wieder näher an die englische Monarchie und das englische Parlament zu binden.
Poynings verkündete, dass das irische Parlament ab sofort wieder unter der Autorität des englischen Parlaments stehe. Sämtliche Entscheidungen bezüglich Gesetzgebung mussten nun zuerst vom englischen König, seinem Rat, dem englischen Parlament sowie dem Exekutivrat in Dublin befürwortet werden. Diese Entscheidung machte das irische Parlament abhängig vom englischen Pendant. Weiterhin konnte das irische Parlament nun nur noch zusammentreten, wenn die englische Regierung dies bestimmte.
Diese Tatsache begründete die direkte Herrschaft der Tudors in Irland, auch wenn Heinrich VII. nach wie vor auf den irischen Adel (wie den Earl of Kildare) angewiesen war.
Poynings’ Law war der Anfang eines starken Zulaufs für Gruppierungen in Irland, die eine eigenständige Regierung für Irland durchsetzen wollten – vor allem die konföderierten Katholiken in den 1640er Jahren. Weiterhin war die Aufhebung dieses Gesetzes ein Hauptziel Henry Grattans (1746–1820; Mitglied des Irish House of Commons [Irisches Unterhaus]) Patriot-Party im späten 18. Jahrhundert. Doch erst im Jahr 1782 erlangte das irische Parlament erneute legislative Unabhängigkeit.